# Léré (Cher)
Léré ist eine französische Gemeinde mit 1.095 Einwohnern (Stand: 1. Januar 2022) im Département Cher in der Region Centre-Val de Loire. Sie gehört zum Arrondissement Bourges und zum Kanton Sancerre.

## Geographie
Léré liegt in Zentralfrankreich, etwa 56 Kilometer nordöstlich von Bourges an der Loire, die die östliche Gemeindegrenze bildet. Durch die Gemeinde führt der Canal latéral à la Loire. Umgeben wird Léré von den Nachbargemeinden Sury-près-Léré im Norden, La Celle-sur-Loire im Osten, Boulleret im Süden sowie Savigny-en-Sancerre im Westen.

## Bevölkerungsentwicklung
| Jahr                       | 1962 | 1968 | 1975 | 1982 | 1990 | 1999 | 2006 | 2019 |
| Einwohner                  | 921  | 923  | 880  | 925  | 1161 | 1296 | 1234 | 1082 |
| Quellen: Cassini und INSEE |      |      |      |      |      |      |      |      |

## Sehenswürdigkeiten
- Stiftskirche Saint-Martin aus dem 11./12. Jahrhundert, heutiges Gebäude ursprünglich aus dem 14. Jahrhundert
- Schloss Villattes aus dem 15. Jahrhundert
- Herrenhaus aus dem 15. Jahrhundert

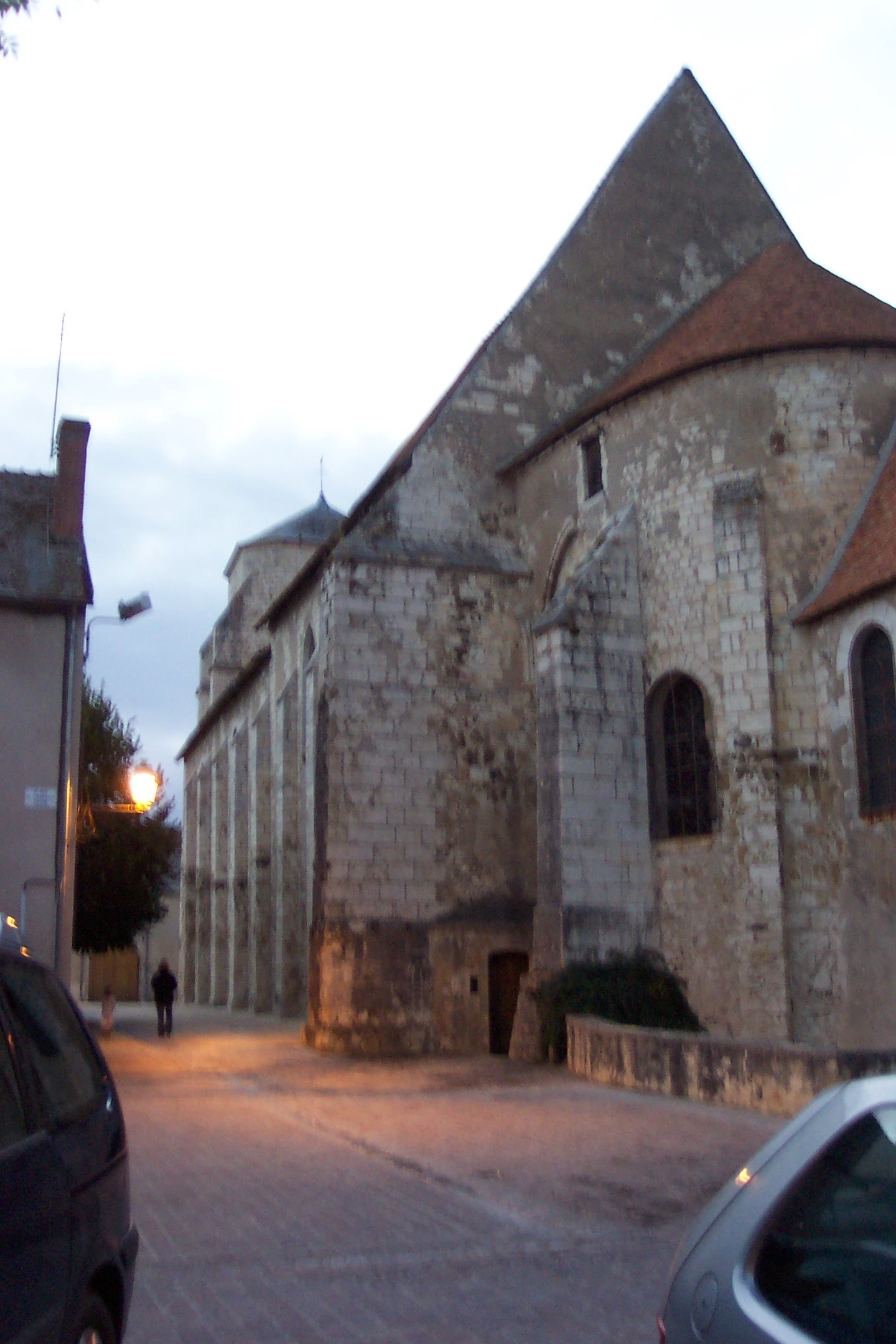
Kirche Saint-Martin